# 大川一司
大川 一司（おおかわ かずし、1908年11月16日 - 1993年11月13日）は、日本の経済学者。一橋大学名誉教授。1950年日本農学賞受賞。従四位勲二等旭日重光章。文化功労者。

## 経歴
1908年、静岡県生まれ。1933年に東京帝国大学農学部を卒業。卒業後は、宇都宮高等農林学校教授、東京商科大学教授となった。
戦後の1949年、経済安定本部調査課長となる。1950年より一橋大学教授。1952年、学位論文『食糧経済の理論と計測 』を提出して農学博士号を取得。1958年、経済企画庁経済研究所（のち内閣府経済社会総合研究所）初代所長となる。1969年より一橋大学経済研究所所長。1972年に一橋大学を定年退職し、名誉教授となった。その後は、1974年より財団法人国際開発センター理事を務めた。公共企業体等労働委員会委員など多くの役職を務めた。

## 受賞・栄典
- 1980年：叙勲二等授旭日重光章。
- 1987年：文化功労者。
- 没後叙正四位。

## 研究内容・業績
- 長期経済統計（LTES：Long-term Economic Statistics）の中心的人物としても知られる。
- 弟子に大塚勝夫（元早稲田大学商学部教授）、伊東壮（元山梨大学学長）[1]、石渡茂（国際基督教大学名誉教授）[2]など。

## 著作

### 著書
- 『食糧経済の理論と計測』 日本評論社 1945
- 『生活水準の測定』 岩波書店 1953 (一橋大学経済研究叢書第1)
- 『農業の動態分析』 如水書房 1954
- 『農業の経済分析』 大明堂 1955
- 『日本経済分析 成長と構造』 春秋社 1962
- 『日本経済の構造 歴史的視点から』 勁草書房 1974 (経済学全集)
- 『経済発展と日本の経験』 大明堂 1976
- 『日本と発展途上国』 勁草書房 1986.4

### 共編著
- 朝鮮米穀経済論 東畑精一共著 日本学術振興会 1935
- 日本経済の分析 1-2 都留重人 勁草書房 1953-1955
- 日本経済の成長率 1878-1942年に関する実証的研究 岩波書店 1956 (一橋大学経済研究叢書)
- 現代農業分析の展望 川野重任 大明堂 1958
- 過剰就業と日本農業 春秋社 1960
- 国民所得 春秋社 1960 (日本経済の分析 第1)
- 日本農業の成長分析 大明堂 1963
- 日本経済の長期分析 成長・構造・波動 速水佑次郎 日本経済新聞社, 1973
- 日本の経済成長 20世紀における趨勢加速 ヘンリー・ロソフスキー 東洋経済新報社 1973
- 近代日本の経済発展 「長期経済統計」による分析 南亮進 東洋経済新報社 1975
- 経済発展論 日本の経験と発展途上国 小浜裕久 東洋経済新報社 1993.3
- Growth mechanism of developing economies : investment, productivity, and employment, co-edited with 大塚勝夫 and Bernard Key, International Center for Economic Growth, 1993.
- Technology diffusion : productivity, employment, and phase shifts in developing economies, co-edited with 大塚勝夫, University of Tokyo Press, 1994.

## 翻訳
- 農業保護政策批判 地代論 デイヴィド・リカアドオ 岩波文庫 1948
- 経済進歩の諸条件 コーリン・クラーク 勁草書房 1953-1955
- 利子率その他諸研究 ケインズ理論の一般化　J.ロビンソン 梅村又次共訳 東洋経済新報社 1955
- Japanese economic growth; trend acceleration in the twentieth century (with Henry Rosovsky, Stanford University Press, 1973.
- Japan and the developing countries : a comparative analysis (co-dited with Gustav Ranis and Larry Meissner), Basil Blackwell, 1985
- Patterns of Japanese economic development ; a quantitative appraisal (co-edited with Miyohei Shinohara and  Larry Meissner), Yale University Press, 1979.

他